# Franz Winkelmeier

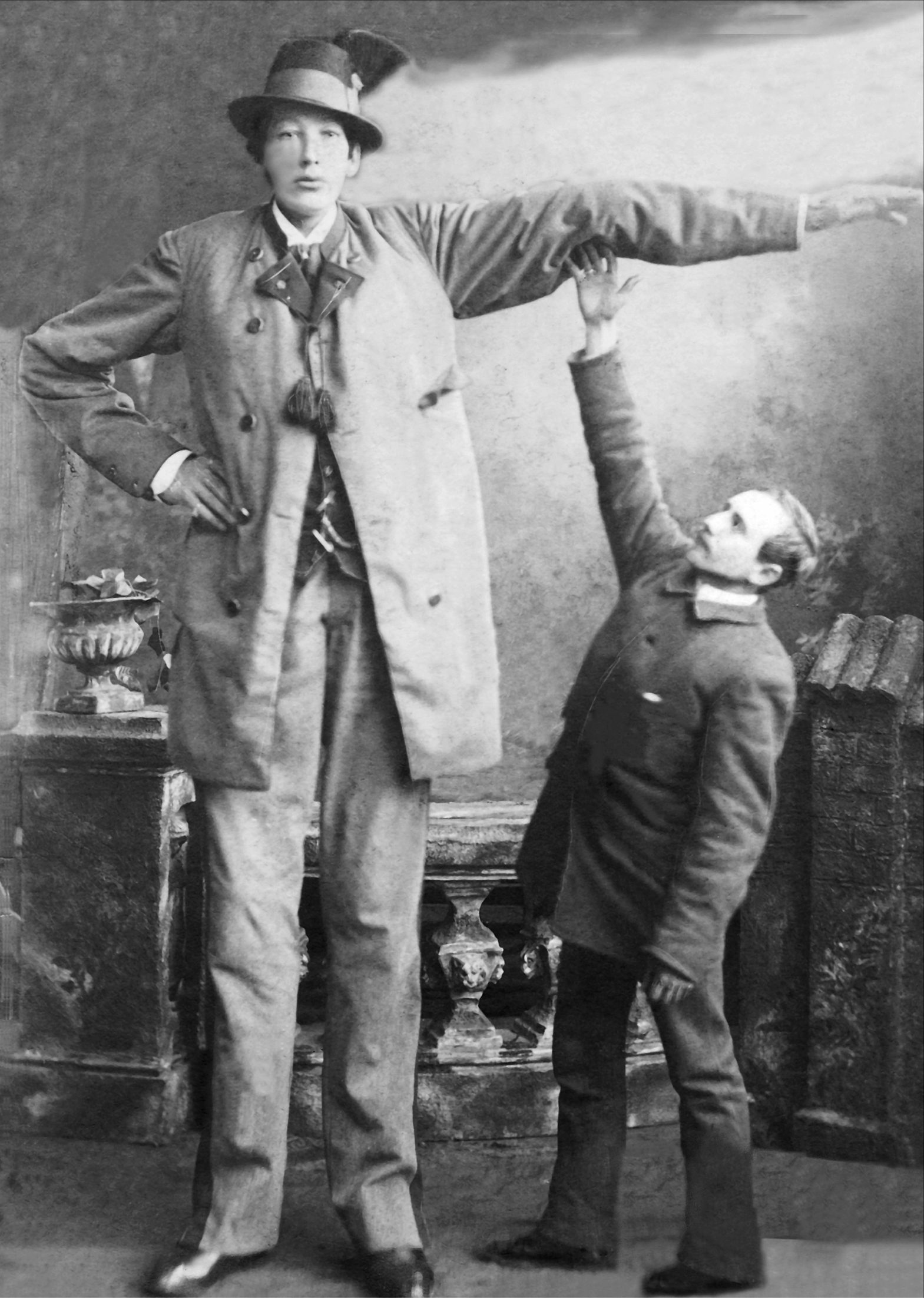
Franz Winkelmeier (links); die Person rechts ist etwa 1,60 Meter groß.

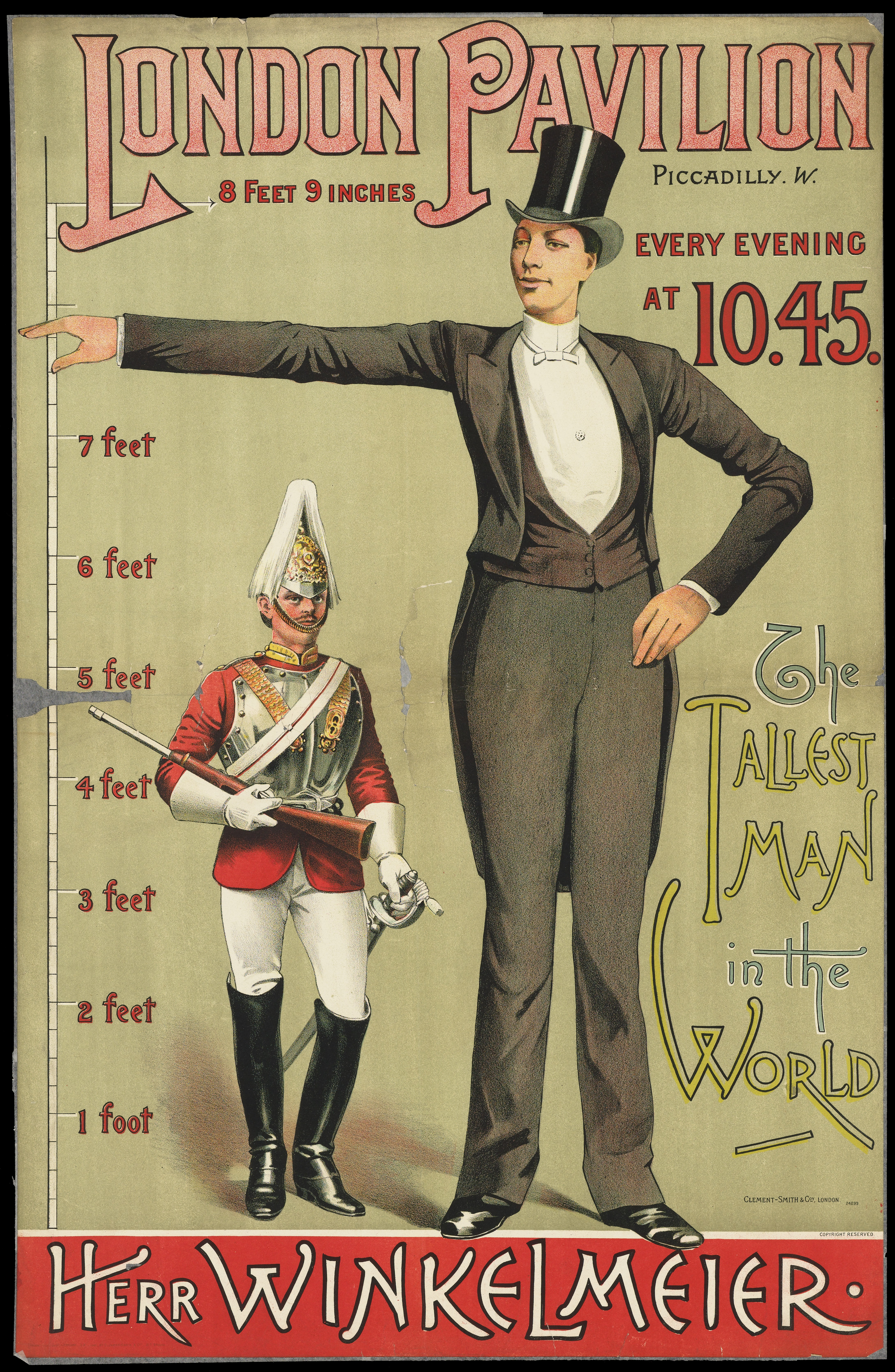

Franz Winkelmeier (bekannt als Riese von Lengau bzw. Riese von Friedburg-Lengau; * 27. April 1860 in Lengau; † 24. August 1887 ebenda) war angeblich mit einer Körpergröße von 2,58 Metern größter Mensch seiner Zeit und einer der größten Menschen der Geschichte.

## Leben
Franz Winkelmeier wurde als Sohn einer Söldnerfamilie in Lengau Nr. 23 (heute Schneiderbauer) geboren. Zwei Jahre später kauften die Eltern Winkelmeiers das Schöscharngut in Unter-Ereneck Nr. 1 zwischen Friedburg und Lengau. In Friedburg besuchte Franz Winkelmeier die Volksschule. Bis zu seinem 14. Lebensjahr war er normal gewachsen.
Winkelmeier präsentierte sich am 6. Oktober 1881 in Braunau am Inn der Öffentlichkeit. Gedrängt von einem geschäftstüchtigen Friedburger Schneider, zeigte sich der „Riese“ – wie er bald genannt wurde – in der Folge in Niederösterreich, Steiermark, Kärnten, Görz, Triest, Fiume, Ungarn und Siebenbürgen. In den Sommermonaten 1885 trat er in Tirol auf und vom 1. September bis 30. November war er im Concordia-Theater in Berlin (dem späteren Apollo-Theater) zu sehen. Auch die hochgewachsenen Grenadiere Kaiser Wilhelms waren neben ihm nur Zwerge. Nachdem sich Winkelmeier noch in vielen deutschen Städten gezeigt hatte, ließ er sich in Paris im Theater Folies Bergère bestaunen. 
Der Mediziner Rudolf Virchow vermaß Winkelmeier 1885 in Berlin und gab seine Größe mit 2,278 Metern an. Ob Winkelmeier zu diesem Zeitpunkt noch wuchs, ist unklar.
Winkelmeier soll sehr freundlich zu Kindern, humorvoll und gläubig gewesen sein. Er hatte kein Problem damit, trotz seines jungen Alters, über seinen Tod zu sprechen.
Schon zu Lebzeiten wollten Wissenschaftler seinen Körper, besser gesagt das Recht auf seinen Körper nach seinem Tod, kaufen. Winkelmeier rang seinen Brüdern das Versprechen ab, dass er „nicht verkauft“ werde und ein christliches Begräbnis in seiner Heimat erhalte.
Am 9. November 1886 wurde er von R. Rosinsky nach London verpflichtet. Am 22. Juni 1887 wurde er Königin Viktoria vorgestellt. Unmittelbar nach seiner Rückkehr starb Franz Winkelmeier an Lungentuberkulose.
Er wurde unter großer Anteilnahme der Öffentlichkeit beerdigt. Sein Grab befindet sich am Friedhof von Lengau. Im Riesenmuseum in Lengau sind Erinnerungsstücke, wie z. B. Kleidung, die vermutlich für den Riesen angefertigt wurde, ausgestellt.

## Oper
Das Leben Franz Winkelmeiers inspirierte Friedrich Cerha zu seiner Oper Der Riese vom Steinfeld (Libretto: Peter Turrini), die 2002 an der Wiener Staatsoper unter Michael Boder uraufgeführt wurde. Die Titelpartie verkörperte Thomas Hampson.